# August Åstrand
Fredrik August Åstrand, född den 14 mars 1838 i Sunds socken, Östergötlands län, död den 1 september 1908 i Norrköping, var en svensk militär.
Åstrand blev underlöjtnant vid Första livgrenadjärregementet 1857, löjtnant där 1863, kapten 1878, major 1886 och överstelöjtnant 1889. Han var överste och chef för Jönköpings regemente 1892–1901. Åstrand blev riddare av Svärdsorden 1880, kommendör av andra klassen av samma orden 1896 och kommendör av första klassen 1899.